# Tamopsis arnhemensis
Tamopsis arnhemensis är en spindelart som beskrevs av Baehr 1987. Tamopsis arnhemensis ingår i släktet Tamopsis och familjen Hersiliidae. Inga underarter finns listade i Catalogue of Life.